# IJF World Tour 2013
Il IJF World Tour 2013 è la quinta edizione del circuito dell'International Judo Federation, composto da una serie di tornei internazionali di judo.

È iniziato il 09 febbraio e si è concluso il 08 dicembre, è composto da 16 tappe in 15 stati diversi situati  in Europa, Asia, America del Nord e America del Sud. 
Durante questa edizione si sono volte le seguenti competizioni:
- 1 campionato del mondo
- 1 torneo World Master
- 4 Grand Slam
- 10 Grand Prix

## I tornei
| Nº | Torneo                 | Sede                           | Data                      | Resoconto | Rif.   |
| -- | ---------------------- | ------------------------------ | ------------------------- | --------- | ------ |
| 1  | Paris Grand Slam       | Francia, Parigi                | 09 - 10 febbraio          | resoconto | [ 1 ]  |
| 2  | Düsseldorf Grand Prix  | Germania, Dusseldorf           | 23 - 24 febbraio          | resoconto | [ 2 ]  |
| 3  | Samsun Grand Prix      | Turchia, Samsun                | 30 - 31 marzo             | resoconto | [ 3 ]  |
| 4  | Baku Grand Slam        | Azerbaigian, Baku              | 04 - 05 maggio            | resoconto | [ 4 ]  |
| 5  | World Masters          | Russia, Tyumen                 | 25 - 26 maggio            | resoconto | [ 5 ]  |
| 6  | Miami Grand Prix       | Stati Uniti, Miami             | 15 - 16 giugno            | resoconto | [ 6 ]  |
| 7  | Ulaanbaatar Grand Prix | Mongolia, Ulaanbaatar          | 13 - 14 luglio            | resoconto | [ 7 ]  |
| 8  | Moscow Grand Slam      | Russia, Mosca                  | 20 - 21 luglio            | resoconto | [ 8 ]  |
| 9  | World Championships    | Brasile, Rio de Janeiro        | 26 - 31 agosto            | resoconto | [ 9 ]  |
| 10 | Rijeka Grand Prix      | Croazia, Rijeka                | 14 - 15 settembre         | resoconto | [ 10 ] |
| 11 | Almaty Grand Prix      | Kazakistan, Almaty             | 28 - 29 settembre         | resoconto | [ 11 ] |
| 12 | Tashkent Grand Prix    | Uzbekistan, Tashkent           | 04 - 06 ottobre           | resoconto | [ 12 ] |
| 13 | Qingdao Grand Prix     | Cina, Qingdao                  | 31 ottobre - 1 novembre   | resoconto | [ 13 ] |
| 14 | Abu Dhabi Grand Prix   | Emirati Arabi Uniti, Abu Dhabi | 22 - 23 novembre          | resoconto | [ 14 ] |
| 15 | Tokyo Grand Slam       | Giappone, Tokyo                | 29 novembre - 01 dicembre | resoconto | [ 15 ] |
| 16 | Jeju Grand Prix        | Corea del Sud, Jeju            | 07 - 08 dicembre          | resoconto | [ 16 ] |